# Maha Sura Singhanat
Somdet Phra Boworn Rat Chao Maha Sura Singhanat (tiếng Thái: สมเด็จพระบวรราชเจ้ามหาสุรสิงหนาท, 1 tháng 11 năm 1744 – 3 tháng 11 năm 1803) tên cá nhân: Bunma (บุญมา), là Nhị vương Xiêm (Thái Lan) từ năm 1782 đến năm 1803. Ông là em trai của vua Rama I. Sử nhà Nguyễn gọi là Sô Si (芻癡, "Surasi").

## Tước vị
- 1767-1768: Phra Maha Montri (พระมหามนตรี)
- 1768-1770: Phraya Anuchitraja (พระยาอนุชิตราชา)
- 1770-1782: Chao Phraya Surasiha Phitsanawathirat (เจ้าพระยาสุรสีหพิษณวาธิราช)
- 1782-1803: Somdet Phra Boworn Rat Chao Maha Sura Singhanat (สมเด็จพระบวรราชเจ้ามหาสุรสิงหนาท)